# Distrito de Hamirpur (Himachal Pradesh)
Hamirpur (en hindi; हमीरपुर जिला) es un distrito de la India en el estado de Himachal Pradesh. Código ISO: IN.HP.HA.
Comprende una superficie de 1 118 km².
El centro administrativo es la ciudad de Hamirpur.

## Demografía
Según censo 2011 contaba con una población total de 454 293 habitantes, de los cuales 237 551 eran mujeres y 216 742 varones.